# Liga Celta 2004-05
La Temporada 2004-05 de la Liga Celta de rugby fue la cuarta edición de la liga profesional de rugby union.
De entre los 11 equipos que participaron esta temporada, 4 de ellos son irlandeses: Connacht, Leinster, Munster y Ulster; cuatro galeses: Cardiff Blues, Newport Gwent Dragons, Ospreys y el Scarlets y  tres escoceses: Edinburgh, Border Reivers y el Glasgow Warriors.

## Clasificación
- 4 puntos por ganar.
- 2 puntos por empatar.
- 1 punto bonus por perder por siete puntos o menos.
- 1 punto bonus por anotar cuatro o más tries en un partido.

| Pos. | Equipo            | PJ | Gan | Emp | Per | PaF | PeC | Dif  | BP | Pts |
| ---- | ----------------- | -- | --- | --- | --- | --- | --- | ---- | -- | --- |
| 1    | Ospreys Rugby     | 20 | 16  | 1   | 3   | 508 | 267 | 241  | 10 | 76  |
| 2    | Munster Rugby     | 20 | 15  | 1   | 4   | 470 | 331 | 139  | 7  | 69  |
| 3    | Leinster Rugby    | 20 | 12  | 1   | 7   | 455 | 350 | 105  | 7  | 57  |
| 4    | Newport Dragons   | 20 | 11  | 0   | 9   | 381 | 436 | -55  | 6  | 50  |
| 5    | Llanelli Scarlets | 20 | 9   | 0   | 11  | 402 | 446 | -44  | 10 | 46  |
| 6    | Glasgow Warriors  | 20 | 8   | 1   | 11  | 465 | 466 | -1   | 11 | 45  |
| 7    | Edinburgh Rugby   | 20 | 9   | 0   | 11  | 409 | 407 | 2    | 8  | 44  |
| 8    | Ulster Rugby      | 20 | 9   | 0   | 11  | 363 | 387 | -24  | 7  | 43  |
| 9    | Cardiff Blues     | 20 | 8   | 1   | 11  | 350 | 404 | -54  | 6  | 40  |
| 10   | Connacht Rugby    | 20 | 7   | 1   | 12  | 317 | 407 | -90  | 7  | 37  |
| 11   | Border Reivers    | 20 | 3   | 0   | 17  | 337 | 556 | -219 | 6  | 18  |

|  | Campeón. |

| Bandera de Gales |
| Campeón Ospreys  |
| Primer título    |